# International
International (von lateinisch inter ‚zwischen‘ und natio ‚Volk‘ oder ‚Volksstamm‘) bedeutet zwischenstaatlich. Der Begriff wurde 1789 von Jeremy Bentham geprägt.
Im üblichen Sprachgebrauch kann er – Nationen betreffend – dreierlei bedeuten:
- einerseits etwas, das mehrere Staaten oder ihre Staatsbürger betrifft (etwa internationale Abkommen).
- Andererseits wird das Adjektiv auch immer dann verwendet, wenn etwas über die Staatsgrenzen hinaus Geltung hat bzw. über sie hinausgeht.

Diese zwei Bedeutungen schließen teilweise den Begriff supranational ein, der Vorgänge oder Organisationen über mehreren Staaten oder Nationen betrifft. Zum Beispiel war die Montanunion keine internationale, sondern eine supranationale Gemeinschaft, was auch auf die Europäische Union zutrifft. Siehe dazu: Intergouvernementalismus und Internationalismus (Politik).
In der letzten Zeit ist hierzu festzustellen, dass sich der Begriff international im Sprachverständnis dem von interkontinental bzw. global annähert.
Transnational bedeutet eine Beziehung, die gleichzeitig im subnationalen, nationalen und internationalen und im Kontext dazu geführt wird.
Diskutiert werden:
- transnationale Wirtschaftskonzerne (siehe Weltkonzern)
- transnationale Zivilgesellschaften, die durch globale Kommunikation weltweit agieren können und gleichzeitig konzertierte lokale (nationale) Aktionen, wie etwa Demonstrationen gegen Krieg, organisieren.